# خربة ماصي
قرية المواس قرية سوريّة تتبع إداريّاً لمحافظة حلب منطقة منبج ناحية مركز منبج، بلغ تعداد سكانها 872 نسمة حسب التعداد السكاني لعام 2004. وتشتهر في الزراعة الخصبة والمحاصيل والمنتجات الزراعية الجيدة ويدعى كبير القرية ب الشيخ موسى حميدي المحمد (مواس) حفظه الله وتتبع القرية لقبيلة البوسلطان.